# لورنس إم. لارسون
لورنس إم. لارسون هو مؤرخ ومترجم نرويجي، ولد في 23 سبتمبر 1868 في برغن في النرويج، وتوفي في 9 مارس 1938 في أوربانا في الولايات المتحدة بسبب التهاب القصبات.